# 杰拉尔丁·希尼
杰拉尔丁·希尼（英語：Geraldine Heaney，1967年10月1日—），加拿大女子冰球运动员。她曾代表加拿大国家队参加1998年和2002年冬季奥林匹克运动会冰球比赛，获得一枚金牌和一枚银牌。